# Underskudsgaranti
En underskudsgaranti er en garanti, en bevilgende myndighed (f.eks. en fond, en kommune eller staten) kan stille den bevilgede, om at et eventuelt underskud ved aktiviteten vil blive dækket. Typisk er en underskudsgaranti af en vis størrelse, så man ved, at et underskud op til denne værdi vil blive dækket.
| Økonomi | Spire Denne artikel om økonomi er en spire som bør udbygges. Du er velkommen til at hjælpe Wikipedia ved at udvide den. |